# Alombus constrictus
Alombus constrictus är en tvåvingeart som beskrevs av Richards 1955. Alombus constrictus ingår i släktet Alombus och familjen fritflugor.
Artens utbredningsområde är Kongo. Inga underarter finns listade i Catalogue of Life.